# Otto Müller (prêtre)
Pour les articles homonymes, voir Müller et Otto Müller.
 (février 2022).
Otto Müller (né le 9 décembre 1870 à Eckenhagen, mort le 12 octobre 1944 à Berlin) est un prêtre catholique allemand, résistant allemand au nazisme.

## Biographie
Fils d'un enseignant, Otto Müller grandit à Eckenhagen puis Essen et Mülheim an der Ruhr. Après l'abitur en 1889 au lycée de Mülheim (de), il étudie de 1889 à 1894 la théologie à l'université de Bonn. Il est ordonné prêtre en 1894.
Il reçoit son premier pastorat à Mönchengladbach en 1895. En 1896, il devient directeur des Associations de travailleurs catholiques (de) qui comprend 1 200 membres. En 1899, il collabore avec Franz Hitze (de) et Heinrich Brauns au sein de la Zentrale des Volksvereins für das katholische Deutschland. En 1900, il est secrétaire général des syndicats catholiques de l'archidiocèse de Cologne. En 1904, il est fait docteur d'économie sociale de l'université de Fribourg-en-Brisgau. En 1906, il est président du Mouvement des travailleurs catholiques (de).
À partir de 1927, il s'implique avec Jakob Kaiser, Nikolaus Gross et Bernhard Letterhaus (de) dans la résistance au nazisme. Il a des liens avec le Cercle de Kreisau d'Alfred Delp. Il participe avec le Cercle de Cologne à la défense des syndicats et compagnonnages chrétiens et travaille également dans des plans de restructuration sociale et politique sur la base de l'enseignement social catholique (de). Par l'intermédiaire d'Alfred Delp et de l'avocat berlinois Josef Wirmer, le Cercle de Cologne est en contact avec le groupe autour de Carl Friedrich Goerdeler qui met en place un futur gouvernement en étroite collaboration avec les conspirateurs du 20 juillet 1944.
Après l'échec du complot, Otto Müller se cache, il va dans un monastère à Olpe. Il est arrêté par la Gestapo le 18 septembre et amené dans la prison de Tegel à Berlin. Il meurt le 12 octobre 1944 dans l'hôpital de la police.
L'Église catholique allemande a inscrit Otto Müller dans son martyrologe du XXe siècle.